# Eleke Sazy, Kurgan 4
Beim Kurgan 4 von Eleke Sazy  handelt es sich um die Reste eines skythischen Grabhügels (Kurgan), der ins 8. bis 6. Jahrhundert v. Chr. datiert wird und 2018 ausgegraben wurde.
Eelek Sazy ist eine Ebene im nördlichen Teil des Tarbagataigebirges im heutigen Kasachstan. Der Kurgan 4 ist Teil eines größeren Gräberfeldes. Im Kurgan fanden sich zwei Bestattungen, von denen eine unberaubt war und noch zahlreiche Beigaben enthielt. Der eigentliche Hügel hat einen Durchmesser von 33,35 m und war zur Zeit der Ausgrabung noch etwa 1,6 m hoch. Im Inneren des Kurgan befinden sich mehrere Steinsetzungem. Es gab einen Graben, es folgen zwei Steinringe und es gibt einen weiteren inneren Steinring. Die eigentliche Grabkammer in der Mitte des Hügels ist annähernd rechteckig und aus Steinen auf der ebenen Erde errichtet worden. In der Nordwestecke unter den Steinen fand sich ein Versteck, in dem sich diverse Objekte, vor allem Schmuck und Gewandteile, fanden. Die Funktion des Hortfundes ist unsicher. Es mag sich um Opfer handeln, die bei den Begräbnisfeiern niedergelegt wurden, oder aber um Objekte von Ritualen nach der erfolgten Bestattung. Zu den Funden gehören goldene Perlen, goldene, runde Scheiben (wohl einst Gewandauflagen), ein Bronzespiegel sowie weitere Perlen aus diversen Materialien.
Von den beiden Bestattungen in der Grabkammer fand sich die einer jungen Frau beraubt. Die daneben liegende Bestattung eines jungen Mannes war dagegen unberührt. Holzreste deuten an, dass der Mann in einem Sarg lag. Um seinen Hals lag ein goldener Torque. An seiner rechten Hand befand sich eine goldene Scheide, die mit einem Spiralmuster in Granulation dekoriert ist. Darin lag ein bronzener Dolch. Bei diversen anderen Objekten handelte es sich um Auflagen auf Stoffen, darunter befinden sich zwei kleine goldene Plaketten, die jeweils eine Katze oder einen Löwen darstellen. Es gibt verschiedene Goldbleche, die einen stilisierten Hirsch wiedergeben. Diverse Goldauflagen scheinen zu einem Köcher zu gehören. Es fanden sich 40 bronzene Pfeilspitzen.